# Eulogio de Córdoba
San Eulogio (800-Córdoba, 11 de marzo de 859) fue un clérigo mozárabe. Es conocido por haber alentado el martirio voluntario de unos cincuenta mozárabes de Córdoba. Él mismo murió ejecutado en el año 859.

## Biografía
Nació en torno al año 800 en Córdoba en el seno de una familia de carácter senatorial. Recibió su primera formación en el colegio sacerdotal de la basílica de San Zoilo, situada en el barrio de los Tiraceros. Después se integró en la escuela del abad Speraindeo, el maestro santo y sabio que necesitaba, y "que en aquel tiempo endulzaba de prudencia a todos los límites de la Bética". Aquí coincidió con Paulo Álbaro, más conocido como Álbaro de Córdoba, perteneciente a una de las familias más distinguidas de Colonia Patricia, con quien le unirá una amistad que durará hasta la muerte. Álvaro fue el primer biógrafo de San Eulogio, con la: Vita vel passio Divi Eulogii (860). En ella habla del linaje senatorial de su amigo, del encanto de su trato, de la gracia de su mirada, de la suave claridad de su ambiente y de la bondad e inocencia que se escondían en su cuerpo menudo.
Ordenado sacerdote, repartió su vida entre la contemplación dentro de los monasterios próximos a la ciudad y la cura pastoral. Su celo era tal que, como dice su biógrafo, "tenía gracia para sacar a los hombres de su miseria y sublimarlos al reino de la luz".
En 848 emprendió un viaje hacia Francia, pero al querer atravesar por la Marca Hispánica, encontró dificultades debido a la rebelión de Guillermo de Septimania contra el rey de Francia Occidental Carlos el Calvo. Intentó entonces pasar a Aquitania a través de Pamplona, pero allí también se estaba produciendo el levantamiento del conde García Ennecones o Íñiguez. Acogido por el obispo de Pamplona Gilesindo, comenzó a viajar por los monasterios pirenaicos para difundir entre las autoridades eclesiásticas mozárabes de al-Ándalus importantes obras de la cultura cristiana y occidental. En Leyre halló una Vida de Mahoma que contenía debates teológicos cristianos; en San Pedro de Siresa, ya en Aragón, descubrió obras de tradición grecolatina que no habían sido conservadas en la Córdoba del Califato, como la Eneida, poesía de Horacio y Juvenal, fábulas de Aviano o La ciudad de Dios de San Agustín, que a partir de ese momento formaron parte de la cultura hispánica andalusí. Regresó siguiendo el camino de Zaragoza, Bílbilis (Calatayud), Arcóbriga, Sigüenza y Compluto (Alcalá de Henares), deteniéndose en Toledo junto al obispo Wistremiro, para cuya sede vacante será elegido Eulogio más tarde (858) como metropolitano. Este viaje fue sumamente útil al sacerdote cordobés. Recogió experiencias, descubrió la mentalidad de los cristianos independientes del poder musulmán y pudo enriquecer las escuelas de Córdoba con libros latinos que no se encontraban en la España musulmana.
Eulogio, al igual que su maestro y amigo Álbaro de Córdoba, compuso una serie de obras en las que hizo una exaltación del martirio. Ambos estaban convencidos de que los cristianos en Al-Ándalus estaban viviendo unos «tiempos mortíferos» ante los que la única alternativa que cabía era el morir por su fe, poniendo así de relieve los errores del islam. Como ha señalado Eduardo Manzano Moreno, «el espejo en el que Eulogio se contemplaba era el de los mártires de la primera época y su esperanza residía en la posibilidad de generar un movimiento que fuera incontenible como el que en los primeros tiempos había obligado a los emperadores romanos a tener que ceder ante el cristianismo». Eulogio consiguió convencer a varias decenas de cristianos de Córdoba para que se presentaran ante el juez musulmán (cadí) y profirieran insultos contra la religión musulmana y el profeta Mahoma, teniendo la seguridad de que serían condenados a muerte porque la ley islámica prohíbe la blasfemia contra el Profeta y su religión. Así fueron ajusticiados unos cincuenta mozárabes cordobeses, entre los que se encontraban Aurelio y su esposa Sabigoto que fueron convencidos por Eulogio para que emprendieran el martirio con la promesa de que así alcanzarían el Paraíso —y ello a pesar de que tenían dos hijas de corta edad, a las que dejaron huérfanas—.
A causa de su defensa del movimiento martirial mozárabe padeció prisión junto con el obispo Saulo. En la cárcel desde el comienzo del otoño, escribió parte del Memorial de los Santos, una larga carta al obispo de Pamplona fechada el 15 de noviembre, y el Documento martirial, dedicado a las santas Flora y María, también en prisión como él. El 29 de noviembre de 851 Eulogio era liberado de la cárcel.
Con la sucesión en el trono omeya de Muhammad I en septiembre del 852 se endurecieron las medidas contra los cristianos. Eulogio, vigilado siempre, se veía obligado a cambiar constantemente de morada, siendo detenido a principios del 859 por haber ayudado a ocultarse a una joven llamada Leocricia (también conocida como Lucrecia), hija de padres musulmanes, que había sido convertida por la monja Liliosa. Lucrecia y Eulogio fueron llevados ante el juez. El prestigio personal de Eulogio y su dignidad de obispo electo de Toledo hicieron que el juicio se desarrollara ante el emir, el cual tuvo que oír de sus labios una defensa ardiente del cristianismo. Se intentó conseguir de él aunque fuese un simulacro de retractación: "Pronuncia una sola palabra y después sigue la religión que te plazca", le dijo uno de los que rodeaban al emir, pero él siguió disertando acerca de las promesas del Evangelio. En vista de esto fue condenado a decapitación. "Este -dice Álvaro- fue el combate hermosísimo del doctor Eulogio, éste su glorioso fin, éste su tránsito admirable. Eran las tres de la tarde de un sábado, 11 de marzo de 859". Su cuerpo fue sepultado en la basílica de San Zoilo.
Tras su muerte el movimiento martirial mozárabe cordobés prácticamente desapareció.
En diciembre de 883, Alfonso III el Magno obtuvo del emir Muhammad I sus reliquias y las de Santa Leocricia. El encargado de la petición y del traslado fue el presbítero toledano Dulcidio. Colocadas en la Cripta de Santa Leocadia en la catedral de Oviedo en enero de 884, fueron trasladadas a la Cámara Santa en 1303, y allí se veneran.

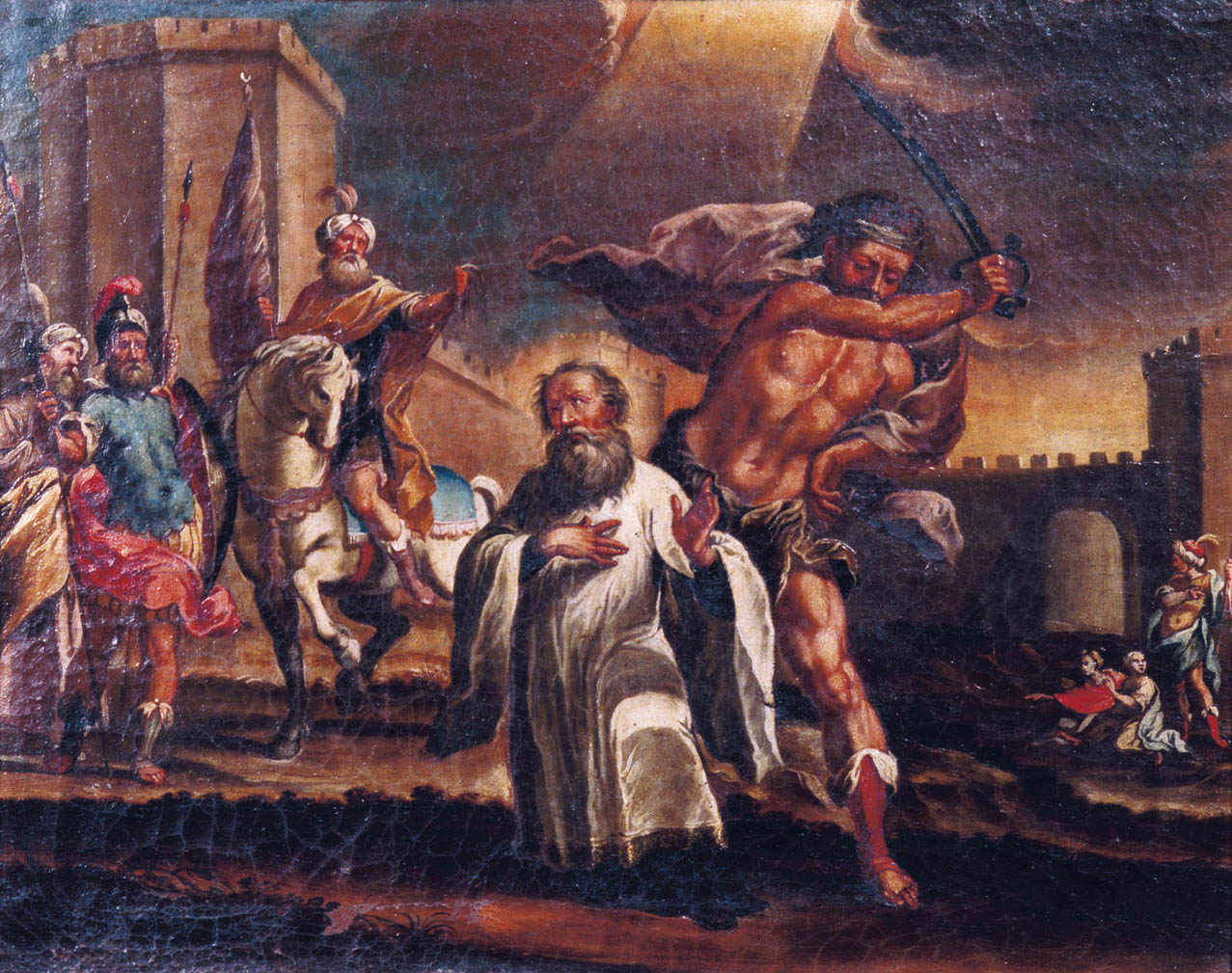
Martirio de San Eulogio.

## Obras
En la cárcel escribió varias obras como los dos primeros libros del Memoriale sanctorum, su Documentum martyriale y tres epístolas; de él se conservan además el Apologeticum Sanctorum Martyrum, de 857, la Passio sanctorum martyrum Georgii monachi, Aurelii atque Nathaliae, la famosa Carta a Wilesindo y algún himno dedicado a los mártires.